# Сушец (гмина)
Сушец (пол. Suszec) — сельская гмина (волость) в Польше, входит как административная единица в Пщинский повет, Силезское воеводство. Население — 10 648 человек (на 2004 год).

## Демография
| Перепись                       | Всего   | Всего | Женщины | Женщины | Мужчины | Мужчины |
| ------------------------------ | ------- | ----- | ------- | ------- | ------- | ------- |
| Единицы                        | человек | %     | человек | %       | человек | %       |
| Население                      | 10 648  | 100   | 5384    | 50,6    | 5264    | 49,4    |
| Плотность населения (чел./км²) | 140,8   | 140,8 | 71,2    | 71,2    | 69,6    | 69,6    |

## Сельские округа
1. Кобелице
2. Крыры
3. Мизерув
4. Радостовице
5. Рудзичка
6. Сушец

## Поселения
1. Борки
2. Браница
3. Грабувка
4. Конрадув-ПГР
5. Овчарня
6. Подлесе
7. Сиковец
8. Сёнгарня
9. Стары-Сушец
10. Сьредни-Двур
11. Жабинец

## Соседние гмины
1. Гмина Кобюр
2. Гмина Павловице
3. Гмина Пщина
4. Ожеше
5. Жоры